# Hermann von Giese
Hermann Philipp von Giese (* 24. Juni 1827 in Borgfeld; † 6. Januar 1886 in Wiesbaden) war ein preußischer Generalmajor.

## Leben

### Herkunft
Hermann war der Sohn des preußischen Generalmajors Johann von Giese (1785–1855) und dessen Ehefrau Therese Wilhelmine, geborene Grundmann (1808–1887).

### Militärkarriere
Giese besuchte die Gymnasien in Bonn sowie Erfurt und absolvierte dann eine praktische Ausbildung bei einem Geometer. Am 1. April 1849 trat er als Einjährig-Freiwilliger in das 31. Infanterie-Regiment der Preußischen Armee ein. Im gleichen Jahr nahm er während der Niederschlagung der Badischen Revolution an den Gefechten bei Ladenburg und Steinmauern sowie der Belagerung von Rastatt teil. Bis November 1850 avancierte Giese zum Sekondeleutnant und war nach seiner Beförderung zum Premierleutnant ab dem 25. September 1859 als Regimentsadjutant des 31. kombinierten Infanterie-Regiments tätig. In gleicher Eigenschaft wurde Giese am 1. Juli 1860 in das daraus formierte 3. Thüringische Infanterie-Regiment (Nr. 71) übernommen. Mitte September 1862 stieg er zum Hauptmann und Chef der 12. Kompanie in Erfurt auf. In dieser Stellung nahm Giese 1866 während des Krieges gegen Österreich an den Kämpfen bei Langenbrück, Podol, Münchengrätz und Königgrätz teil. Für sein Verhalten zeichnete man ihn nach dem Friedensschluss mit dem Roten Adlerorden IV. Klasse mit Schwertern aus.
Kurz vor dem Beginn des Krieges gegen Frankreich wurde Giese Kommandeur des I. Bataillons im Landwehr-Infanterie-Regiment in Erfurt und in dieser Stellung am 20. Juli 1870 Major. Als solcher war er vom 18. August bis zum 12. Dezember 1870 Kommandeur der Einschließungstruppen von Pfalzburg. Während dieser Zeit waren ihm zwei Bataillone sowie bayerische Artillerie unterstellt. Nach der Eroberung der Festung fungierte Giese vom 27. Dezember 1870 bis zum 19. März 1871 als Kommandant von Mülhausen. Ausgezeichnet mit beiden Klassen des Eisernen Kreuzes wurde er am 17. Juni 1871 zum Kommandeur des I. Bataillons im 3. Thüringischen Infanterie-Regiment Nr. 71 ernannt sowie am 3. Juli 1875 zum Oberstleutnant befördert. Am 13. Mai 1879 beauftragte man ihn unter Stellung à la suite zunächst mit der Führung des Mecklenburgischen Grenadier-Regiments Nr. 89 in Schwerin und ernannte ihn nach der Beförderung zum Oberst am 11. Dezember 1879 zum Regimentskommandeur. Giese wurde am 24. Juni 1880 Rechtsritter des Johanniterordens sowie am 23. Januar 1881 mit dem Roten Adlerorden III. Klasse mit Schleife und Schwertern ausgezeichnet. Mit seiner Beförderung zum Generalmajor wurde Giese am 16. September 1885 krankheitsbedingt zu den Offizieren von der Armee versetzt. Er verstarb wenige Monate später in Wiesbaden.

### Familie
Giese verheiratete sich am 18. Oktober 1859 in Weißenfels mit Ida Degen (1837–1881). Nach ihrem Tod ehelichte er am 29. Mai 1883 in Schwerin Anna von Schack (* 1854) aus dem Hause Nustrow. Aus der ersten Ehe gingen drei Söhne hervor:
- Hans Emmerich Philipp (* 1860), Premierleutnant und Kompanieführer bei der Schutztruppe für Deutsch-Südwestafrika
- Walter (1862–1866)
- Eberhard (* 1867)